# حوطة المدرك

تعديل مصدري - تعديل

حوطة المدرك هي إحدى قرى عزلة أحور بمديرية أحور التابعة لمحافظة أبين، بلغ تعداد سكانها 71 نسمة حسب تعداد اليمن لعام 2004.